# Onsted
Onsted es una villa ubicada en el condado de Lenawee en el estado estadounidense de Míchigan. En el Censo de 2010 tenía una población de 917 habitantes y una densidad poblacional de 366,9 personas por km².

## Geografía
Onsted se encuentra ubicada en las coordenadas 42°0′24″N 84°11′21″O / 42.00667, -84.18917. Según la Oficina del Censo de los Estados Unidos, Onsted tiene una superficie total de 2.5 km², de la cual 2.5 km² corresponden a tierra firme y (0%) 0 km² es agua.

## Demografía
Según el censo de 2010, había 917 personas residiendo en Onsted. La densidad de población era de 366,9 hab./km². De los 917 habitantes, Onsted estaba compuesto por el 96.18% blancos, el 0.22% eran afroamericanos, el 1.64% eran amerindios, el 0.44% eran asiáticos, el 0% eran isleños del Pacífico, el 0.22% eran de otras razas y el 1.31% pertenecían a dos o más razas. Del total de la población el 1.64% eran hispanos o latinos de cualquier raza.